# سنگ‌نگاره‌های بان‌گوده
سنگ‌نگاره‌های بان‌گوده (کره‌ای: 반구대 암각화) حکاکی‌های پیشاتاریخی هستند که بر روی صخره‌های صاف و عمودی قرار دارند. این نقوش روی صخره‌هایی با عرض ۸ متر و ارتفاع ۵ متر در دمنوش‌های شیب‌دار کنار رودخانه ده‌گوک‌چون، یکی از شاخه‌های رود ته‌هوا که به دریاچه شرقی در اولسان می‌ریزد، حک شده‌اند. در اطراف این صخره‌ها، ده صخره دیگر نیز وجود دارند که حکاکی‌های کمی دارند. صخره‌ها از سنگ‌های شیل و هورنفلس تشکیل شده‌اند و در هنگام غروب خورشید به مدت کوتاهی می‌درخشند. این صخره‌ها به‌عنوان پناهگاه‌های سنگی طبیعی شناخته می‌شوند. این باور وجود دارد که مردم در اطراف این صخره‌های بزرگ جمع می‌شدند تا مراسم‌های مختلفی برگزار کنند. این سنگ‌نگاره‌ها به عنوان گنجینه ملی کره جنوبی شماره ۲۸۵ ثبت شده‌اند و در سال ۲۰۱۱ به فهرست آزمایشی میراث جهانی یونسکو اضافه شدند.